# 抹大拉湖 (佛羅里達州)
抹大拉湖（英語：Lake Magdalene）是位於美國佛羅里達州希爾斯波羅縣的一個人口普查指定地區。

## 地理
抹大拉湖的座標為28°04′53″N 82°28′41″W / 28.08139°N 82.47806°W，而該地最高點為海拔高度14米（即46英尺）。

## 人口
根據2010年美國人口普查的數據，抹大拉湖的面積為30.10平方千米，當中陸地面積為26.50平方千米，而水域面積為3.60平方千米。當地共有人口28509人，而人口密度為每平方千米947人。